# Trilha sonora de El Chavo del Ocho
El Chavo del Ocho (Chaves no Brasil e em Angola) é uma famosa série de televisão cômica mexicana criada e protagonizada por Roberto Gómez Bolaños e produzida pela Televisión Independiente de México (posteriormente, Televisa) e exibida pela primeira vez em 20 de junho de 1971 no Canal 8.
A série relata as experiências de um grupo de pessoas que moram numa vila mexicana, onde seu protagonista, El Chavo, realiza brincadeiras com seus amigos ocasionando mal-entendidos e discussões entre os vizinhos, num tom geralmente cômico. O roteiro veio de um esquete escrito por Bolaños onde uma pobre criança de oito anos discutia com um vendedor de balões em um parque. Ele deu importância ao desenvolvimento dos personagens, aos quais foram distribuídas personalidades distintas. Desde o início, seu criador percebeu que o seriado seria destinado ao público adulto, não ao infantil, mesmo se tratando de adultos interpretando crianças. O elenco principal é composto por Bolaños, María Antonieta de las Nieves, Ramón Valdés, Florinda Meza, Carlos Villagrán, Edgar Vivar, Rubén Aguirre, Angelines Fernández, Horacio Gómez e Raúl Padilla.
Abaixo segue a lista da trilha sonora brasileira e mexicana.

## Chaves
Chaves é o álbum com a trilha sonora da versão brasileira da série mexicana El Chavo del Ocho, lançado em 1989 pela Polydor. O disco contém alguns temas que tocam durante o seriado. Houve a participação de todo o elenco de dublagem e a produção musical foi de Mário Lúcio de Freitas que, junto com Marcelo Gastaldi, adaptou temas escritos originalmente por Roberto Gómez Bolaños para os capítulos da série. Apenas os temas "Aí Vem o Chaves" (Mário Lúcio de Freitas / Tati / Roberto Bolaños), "Kiko" (Mário Lúcio de Freitas / Marcelo Gastaldi / Roberto Bolaños), "Chiquinha" (Fernando Netto / Marcelo Gastaldi / Roberto Bolaños) e "Seu Madruga" (Mário Lúcio de Freitas / Marcelo Gastaldi / Roberto Bolaños) foram criados especialmente para o disco brasileiro. Tati é o pseudônimo de Antônio Palladino, que fez todas as seis versões das músicas mexicanas que completam o álbum. As gravações ocorreram no estúdio Marshmallow, que hoje apenas faz dublagens, mas que na época gravava muitos discos, e que pertencia a Antônio Palladino, Mário Lúcio de Freitas e Gilberto Santamaria, intérprete do tema do Seu Madruga.

### Lista de faixas
| Lado A |                                           |                                                                   |                     |         |  |
| N.º    | Título                                    | Compositor(es)                                                    | Intérprete (s)      | Duração |  |
| 1.     | "Aí Vem o Chaves"                         | Mário Lúcio de Freitas / Tati / Roberto Gómez Bolaños             | Turminha do Chaves  | 1:02    |  |
| 2.     | "Tchuim Tchuim Tchum Claim"               | Roberto Gómez Bolaños / Tati                                      | Chaves e a Turminha | 2:51    |  |
| 3.     | "Kiko"                                    | Mário Lúcio de Freitas / Marcelo Gastaldi / Roberto Gómez Bolaños | Kiko                | 1:56    |  |
| 4.     | "Conto de Fadas (El País de la Fantasía)" | Roberto Gómez Bolaños / Tati                                      | Chaves e a Turminha | 2:42    |  |
| 5.     | "Chiquinha"                               | Fernando Netto / Marcelo Gastaldi / Roberto Gómez Bolaños         | Turminha do Chaves  | 2:34    |  |

| Lado B |                              |                                                                   |                                     |         |  |
| N.º    | Título                       | Compositor(es)                                                    | Intérprete (s)                      | Duração |  |
| 6.     | "Chaves, o Rei da Palhaçada" | Roberto Gómez Bolaños / Tati                                      | Chaves e a Turminha                 | 2:45    |  |
| 7.     | "Barulhos da Cidade"         | Roberto Gómez Bolaños / Tati                                      | Chaves                              | 1:52    |  |
| 8.     | "Madruga"                    | Mário Lúcio de Freitas / Marcelo Gastaldi / Roberto Gómez Bolaños | Turminha do Chaves                  | 1:39    |  |
| 9.     | "Quero Viver Dançando"       | Roberto Gómez Bolaños / Tati                                      | Professor Girafales e Dona Florinda | 2:37    |  |
| 10.    | "Amigos Palhaços"            | Roberto Gómez Bolaños / Tati                                      | Chaves e Senhor Barriga             | 2:22    |  |

### Ficha técnica
- Produzido pelo estúdio Marshallow, São Paulo, em outubro de 1989
- Direção de produção: Mário Lúcio de Freitas
- Arranjos: Mário Lúcio de Freitas, Ricardo Melchior, Fernando Netto
- Técnico de som: Serginho Jovine
- Participaram dessa gravação: Fernando Netto, Pedro Ivo, Luiz Guilherme, Ricardo Melchior, Mário Lúcio de Freitas, Gilberto Santamaria, Sarah Regina, Sueli Gondin, Rita Kfoury, Nadimy, Meireane, Samir, Marcelo Gastaldi, Osmiro Campos, Carlos Seidl, Marta Volpiani, Mario Villela, Cecília Lemes, Nelson Machado e Helena Samara
- Capa: Iastake Fassimoto
- Arte Final: Marcos Andrade e Vanderley Rodrigues
- Produção Gráfica: Nelson E. dos Santos (Pincel)
- Coordenação: Everalvio de Jesus
- Direitos Reservados: Diana Backstage

## Así Cantamos Vacilamos En La Vecindad del Chavo

### México
No México foram lançados dois CDs e três LP's com vários temas das séries El Chavo del Ocho, El Chapulin Colorado e do programa Chespirito, todos de autoria de Bolaños. Muitos destes temas são desconhecidos no Brasil em função dos cortes realizados em alguns episódios onde essas músicas estão presentes, no ano 2000 a Universal Music mexicana lançou um CD intitulado Así Cantamos Y Vacilamos En La Vecindad del Chavo em comemoração aos 30 anos da série e reúne várias músicas de todos os álbuns anteriores.
1. La vecindad del Chavo
2. Los cursis
3. Eso, eso, eso
4. Fíjate, fíjate, fíjate[nota 1]
5. Síganme los buenos
6. Churi churin fun flais
7. Un rinconcito especial
8. El burro de Matías
9. Las brujas
10. El Chapulín Colorado
11. Mi papi es un papi muy padre
12. Los payasos
13. Ay papito ponte a trabajar
14. La carcachita
15. Peluchín
16. La princesa palomita
17. Gracias a Cri Cri
18. Si yo tuviera una mamá[nota 1]
19. Un año más
20. Buenas noches vecindad